# Lioli Football Stadium
Lioli Football Stadium – piłkarski stadion w Teyateyaneng, w Lesotho. Swoje mecze rozgrywa na nim drużyna piłkarska Lioli FC. Stadion może pomieścić 1000 widzów.